# Palazzo Medici Tornaquinci
Palazzo Medici-Tornaquinci, o Cambi Del Nero, è un edificio civile del centro storico di Firenze, situato in via Tornabuoni 6, con un affaccio posteriore in piazza Strozzi 3 e via Monalda.
Il palazzo appare nell'elenco redatto nel 1901 dalla Direzione Generale delle Antichità e Belle Arti, quale edificio monumentale da considerare patrimonio artistico nazionale.

## Storia
La storia del palazzo, oggi nel suo aspetto prevalentemente quattrocentesco, ha visto numerosi cambi di proprietà. 
Nel XIII secolo appartenevano ai Soldanieri alcuni edifici in questo sito. Essendo ghibellini vennero espropriati, ma pochi di loro riuscirono a tornare in città, facendosi popolani e mutando cognome: nel 1317 sappiano che si facevano chiamare Del Mula. Per meglio farsi dimenticare, venderono palazzi e case in questa località a Lapo di Strozza Strozzi.  Nel XV secolo divenne quindi una delle tante proprietà di Palla Strozzi, che vi risiedette prima dell'esilio, nell'attesa della costruzione di palazzo Strozzi. A quel periodo risale l'unificazione delle case in un palazzo vero e proprio, databile al 1430 circa. Passò poi a sua figlia Ginevra, poi nel 1447 a Pietro Minerbetti (la cui famiglia possedeva dirimpetto il palazzo Minerbetti), ed a Bernardo Cambi del Nero, la cui famiglia fece ristrutturare l'edificio a metà del Cinquecento. Un'altra fonte riporta come gli Strozzi vendettero invece l'edificio a Monna Mea vedova di Nanni Betti, il cui figlio Pino lo rivendette nel 1456 ai Cambi del Nero. 
Pervenuto poi ai De' Nobili, ai Mannelli e di nuovo agli Strozzi, fu dal 1610 al 1835 degli Altoviti, poi detti Altoviti Sangalletti. L'ultimo esponente del casato avrebbe lasciato la proprietà al marchese Luca de' Medici Tornaquinci, poi ai a Giovanni Biondi Medici Tornaquinci e ai suoi discendenti. 
Nel grande ambiente che si apre al terreno ha avuto sede dal 1901 al 1992 il fioraio Mercatelli, fornitore dell'aristocrazia fiorentina e, negli anni del suo soggiorno fiorentino, di Gabriele D'Annunzio (successivamente gli spazi sono stati occupati dal negozio House of Florence e ora dallo showroom di Olfattorio).

## Descrizione

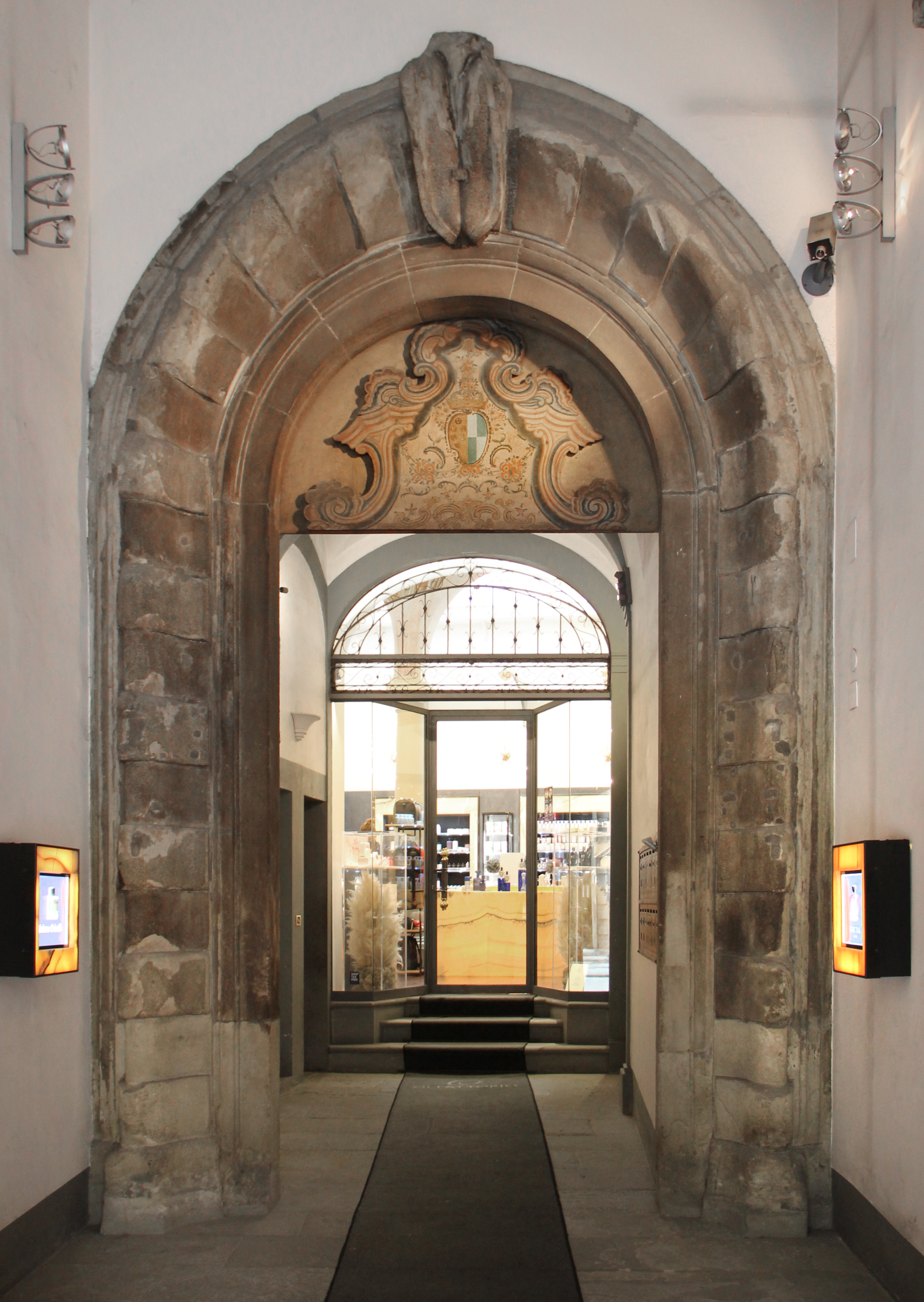
L'androne

La facciata del palazzo mostra il suo sviluppo soprattutto verticale, con ben quattro piani e un mezzanino. Si vede ancora come sveli sul fronte le due case trecentesche che ne costituiscono il nucleo principale, unificate e quindi sopraelevate nel Cinquecento con l'aggiunta del quarto piano e, per la porzione a destra, della loggia, interventi questi da attribuirsi alla famiglia Cambi del Nero. 
Al Settecento e all'Ottocento risalgono varie altre trasformazioni e, ai primi decenni del Novecento, significative modifiche agli sporti del piano terreno, a lungo utilizzati da alcuni noti antiquari fiorentini. Così Gian Luigi Maffei (1990), pubblicando una pianta del palazzo dei primi dell'Ottocento, legge le complesse caratteristiche dell'edificio: "a quattro fornici con mezzanino al piano terra e quattro finestre ad arco su due piani paritetici è ottenuto con il raddoppio della struttura della corte mercantile: il cabreo F/68 mostra lo stato di fatto di questo edificio ai primi anni dell'Ottocento quando l'immobile era di proprietà Altoviti ed è illustrato insieme a tutte le case esistenti fino a via Porta Rossa (...). Il palazzo presenta al piano terra due logge a due fornici coperte l'una con quattro volte a crociera e l'altra con due volte 'reali' ed interposti pilastri binati; cortile intermedio e cellula sul fondo; la scala è di ristrutturazione settecentesca ed è posta in un edificio limitrofo più contenuto di fronte (m 5)".
Al pian terreno sono quindi  presenti quattro grandi portali, tutt'oggi sono occupati da esercizi commerciali. Corrispondono altrettante aperture quadrate del mezzanino e quattro monofore del primo piano, che si aprono in una muratura in pietraforte composta da grossi blocchi tagliati regolarmente.  Il piano superiore, segnato da una cornice marcadavanzale, presenta altrettante finestre centinate, ma la parete è composta da un più semplice filaretto; segue un piano con finestre rettangolari su intonaco e, infine, una loggetta tardo cinquecentesca. 
In facciata, all'altezza del mezzanino al piano terra, è un tabernacolo in legno che racchiude una Madonna trecentesca. Da segnalare le due belle lanterne in ferro poste ai lati del portone. Nell'androne è un grandioso portale in pietra settecentesco (che già segnava l'ingresso sulla strada al palazzo, qui ricostruito negli anni 1955-1957, quando si decise di ripristinare le forme dell'antico portale trecentesco) e una pittura con l'arme dei Medici Tornaquinci (per i Tornaquinci inquartato d'oro e di verde). All'interno il palazzo è organizzato attorno a due corti mercantili, con uno scalone settecentesco. 
Su piazza Strozzi si trova il prospetto tergale del palazzo. Questa parte dell'edificio, già proprietà degli Strozzi al pari delle altre fabbriche di questo tratto della strada, presenta un fronte riconfigurato nell'Ottocento ma con al terreno un ampio arco di bozze di pietra che si profila sul fondo intonacato e che lo lega alla torre vicina (ugualmente un tempo Strozzi). Al limitare destro del terreno, in parte su questa casa in parte sulla facciata dell'edificio al numero 4 (mortificata e in buona parte occultata dalle calate delle gronde dei due edifici), è una lapide in marmo con una lunga iscrizione datata 1762 e relativa a un bando dei Capitani di Parte che proibisce la vendita e il mercato sulla piazza degli Stozzi "a tutti i cocomerai poponai fruttaioli ferravecchi rivenditori e barulli", di cui esiste una copia anche all'angolo di palazzo Strozzi. L'importanza dell'iscrizione, già sottolineata da Francesco Bigazzi, è peraltro legata alla memoria dell'antica denominazione del luogo come piazza delle Cipolle.
| GL'ILL:MISS:RICAPITANI DI PARTE DELLA CITTÀ DI FIRENZE IN ESECUZIONE DI BENIGNO RESCRITTO DI S.M.I. DEL DI 6 OTTOBRE 1762.CON IL PRESENTE PUBBLICO EDITTO PROIBISCONO A TUTTI I COCOMERAI POPONAI FRUTTAIUOLI FERRAVECCHI RIVENDITORI E BARULLI E A QUALUNQUE ALTRO GENERE DI PERSONE DI STARE A VENDERE E RIVENDERE FRUTTE PANNI FERRIVECCHI E QUALUNQUE ALTRA SORTE DI ROBE NELLA PIAZZA DEGLI STROZZI SOTTO PENA A'TRASGRESSORI DI LIRE CINQUE PER CIASCUNO E CIASCUNA VOLTA DA APPLICARSI TUTTA AGLI ESECUTORI CHE GLI TROVERANNO IN FRAGRANTI CON PIÙ L'ARBITRIO DEL MAGISTRATO LORO ILL.MO E PER PROVVEDERE AL PUBBLICO SERVIZIO DICHIARANO CHE PER LO SCARICO E CONTRATTAZIONE DE POPONI COCOMERI E ALTRE FRUTTE RESTA DESTINATA LA PIAZZA NUOVA DI S.M.ANOVELLA CHE PER DO USO ED EFFETTO È STATA SURROGATA A QUELLA DEGLI STROZZI. FATTO IN FIRENZE GLI 13 OTTOBRE 1762. URBANO URBANI CANC:RE |